# Атеисти Србије
Атеисти Србије је удружење грађана основано у Београду 27. децембра 2009. године.

## Програм и циљеви
Удружење као своје циљеве представља промоцију секуларности, атеизма и науке, рационални поглед на свет, права на слободу вероисповести и слободу од вероисповести који је гарантован чланом 11. Устава Републике Србије. Остали циљеви удружења укључују едукацију грађана и младих о научним чињеницама, организовање активности за подршку особама које страхују да се јавно изјасне као атеисти и генерално заступају побољшање образовања и повећање критичког размишљања свих грађана.

## Активности

### Трибине
Удружење је организовало јавне трибине под називом „Против догми и незнања“ у Новом Саду и Ковачици, као и трибину „Ако ниси религиозан, забога, реци тако“ у Новом Саду и Београду.
Од почетка 2013. године, у сарадњи са Домом омладине Београда удружење организује трибине једном месечно.

#### Трибине 2013. године
- 12. јануара 2013. је организована трибина „Промоција новогодишњег Великог Праска“[тражи се извор]
- 17. марта 2013. је организована трибина „Мизогинија као спона међу религијама“[тражи се извор]
- 8. априла 2013. је организована трибина „Да ли је религија превазиђена у 21. веку?“[тражи се извор]
- 22. маја 2013. је организована трибина „Просветитељи и светитељи“[6] где је Димитрије (Доситеј) Обрадовић наведен као прави пример просветитеља а Растко Немањић као погрешан.
- 14. јуна 2013. је организована трибина „Крај хомеопатије?“[тражи се извор] где је анилизарана опасност хомеопатије као надрилекарства и преваре.
- 25. септембра 2013. је организована трибина „Милански едикт“[тражи се извор]
- 14. октобра 2013. је организована трибина „Религија и сексуалност“[тражи се извор]
- 8. новембра 2013. је организована трибина „Зашто (ни)сам атеиста“[тражи се извор]
- 24. децембра 2013. је организована трибина „Када је Деда Мраз срео Баба Рогу“[тражи се извор]

#### Трибине 2014. године
- 19. јануара 2014. је организована трибина „Књиге, звона и прапорци“ - секуларност и школство[тражи се извор]
- 20. фебруара 2014. је организована трибина „(Не)секуларна и (не)толерантна Србија“ - секуларност и школство[тражи се извор]

#### Отказане трибине
Једна од планираних трибина је одложена услед претњи од стране десничарских организација. Двери су запретили да ће поднети кривичну пријаву против удружења „Атеисти Србије“ због увредљивих порука на плакату за трибину., међутим та пријава никада није испоручена. Удружење „Атеисти Србије“ је поводом те пријаве захтевало извињење од Двери због клевете, али га није добило.
Трибина је ипак одржана 22. маја под насловом „Просветитељи и светитељи“.

### Часопис „Велики прасак“
Удружење издаје онлајн часопис „Велики прасак“ као противтежу наступу верских заједница у медијима и да би представило јавности научни поглед на свет.

### Емисије
Удружење је у сарадњи са Пешчаником снимило емисију „Србин некрштен не бива“ а у сарадњи са историчарем и социолингвистиом Срђаном Јовановићем Малдораном снимило прву епизоду документарног серијала „Друштво“ под називом „Религија“.

#### Атеисти Србије ТВ
Дана 13. априла 2013. емитована је, уживо путем Google Hangout-а, прва емисија серијала Атеисти Србије ТВ под насловом „Питај антитеисту“.

### Кампање

#### Неуставно
Удружење је покренуло кампању „Неуставно“ у циљу информисања грађања о кршењима члана 11. Устава Републике Србије. У оквиру те кампање, удружење је у августу 2011. поднело Уставном суду иницијативу за оцену уставности и законитости Уредбе о издавању доплатне поштанске марке „Изградња Спомен-храма Светог Саве“. Иницијатива је одбијена од стране Уставног суда уз образложење да је храм Светог Саве културни објекат а не само верски.
У новембру 2011. удружење је поднело Уставном суду иницијативу за оцену уставности и законитости одредби Статута града Београда које прописују градску славу.
У новембру 2013. године, удружење је поднело Уставном суду следеће иницијативе:
- Иницијативу за оцену уставности Уредбе о организовању и остваривању верске наставе и наставе алтернативног предмета у основној и средњој школи[24]
- Иницијативу за оцену уставности Уредбе о вршењу верске службе у Војсци Србије[25]
- Иницијативу за оцену уставности Уредбе о уплати доприноса за пензијско и инвалидско и здравствено осигурање за свештенике и верске службенике[26].

#### Попис 2011
Удружење „Атеисти Србије“ покренуло је кампању „Попис 2011“ у циљу информисања грађана који нису верници због чега је важно да се на попису становништва 2011. изјасне као нерелигиозни и у циљу мобилисања и организовања грађанства ради спречавања злоупотреба и манипулација приликом самог пописа.

### Критике државних институција
Удружење редовно указује на пропусте везане за секуларност у просвети, војсци, здравству и свим другим државним институцијама и министарствима. У августу 2011. удружење се жалило министру просвете Жарку Обрадовићу у вези са спорним текстом из уџбеника веронауке за први разред средње школе, где се негира постојање атеиста.

### Домаће чланство
Удружење је од маја 2011. члан Коалиције за секуларну државу.